# Partido de los Comunistas Italianos
El Partido de los Comunistas Italianos (PdCI) (en italiano: Partito dei Comunisti Italiani) fue un partido político perteneciente a la izquierda italiana. El PdCI era contrario a una sociedad marxista-leninista y de economía planificada, estando más cercano a la línea eurocomunista propuesta por antiguos líderes del Partido Comunista Italiano. Sus luchas eran sobre todo contra la precariedad del trabajo, contra la mafia y contra las injusticias sociales.

## Historia
Se fundó el 11 de octubre del 1998 tras una división interna en Refundación Comunista al apoyar unos diputados comunistas el primer gobierno de Romano Prodi en contra de la línea del partido. El PdCI formó parte de L'Unione, una coalición de centro-izquierda que gobernó Italia hasta 2008. También formó parte de la coalición El Olivo (1998-2005), La Izquierda - El Arco Iris (2008), Federación de la Izquierda (2009-2012) y Revolución Civil (2013). Su último secretario general era Cesare Procaccini y su último presidente fue Antonino Cuffaro después de la dimisión del fundador del partido, Armando Cossutta. Tras las elecciones administrativas de 2009 y 2010 la presencia institucional del partido se redujo. A finales de 2014, el Comité Central del Partido decidió dar vida al Partido Comunista de Italia como evolución de la experiencia del PdCI, que desapareció como tal.
Su semanal cultural fue la Rinascita della sinistra (el Renacimiento de la izquierda), además editaba desde 2011 la publicación periódica MarxVentuno. Desde el 20 de octubre de 2008 hasta el 27 de abril de 2010 el partido tenía una web TV, la Pdcitv.it - televisione comunista.
Su sección juvenil era la Federación Juvenil Comunistas Italianos (FGCI).

## Simbología
Su color oficial era el rojo. El símbolo del PdCI era la bandera roja con la hoz y martillo amarilla y una estrella de cinco puntas del mismo color, sobrepuesta a una bandera italiana. Los himnos eran Bandiera rossa y La Internacional.